# تپه اطراف شهر سوخته ۲۵۰
تپه اطراف شهر سوخته ۲۵۰ مربوط به هزاره سوم و ۲ قم است و در شهرستان زابل، بخش شیب آب، دهستان لوتک، ۱۷/۳ک متری جنوب غرب پایگاه باستان‌شناسی شهر سوخته واقع شده و این اثر در تاریخ ۲۰ اسفند ۱۳۸۵ با شمارهٔ ثبت ۱۸۰۵۸ به‌عنوان یکی از آثار ملی ایران به ثبت رسیده است.